# Chevrolet Chevette

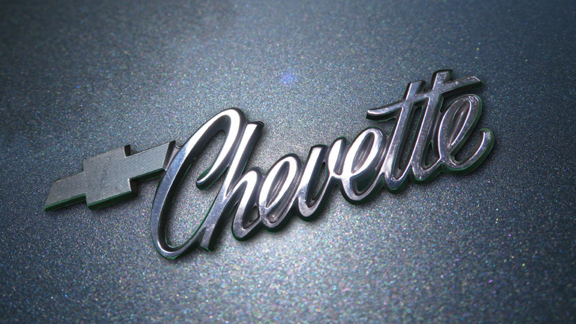
Sello de Chevette

El Chevrolet Chevette (Pronunciación Chevét), fue un automóvil del segmento C, y se fabricaron dos modelos por la compañía estadounidense General Motors (GM): por un lado, construido desde 1973 hasta 1993 el modelo producido por la subsidiaria General Motors en Brasil y por otro lado el modelo producido por la empresa matriz General Motors en Norteamérica entre 1976 hasta 1987, ambos vehículos se basaron en el Opel Kadett C.
El Chevrolet Chevette estaba construido sobre la plataforma «T» de General Motors de los años 1970, que también fue vendida como Opel Kadett, Vauxhall Chevette, Isuzu Gemini y Holden Gemini entre otros. a nivel mundial. En las Américas se vendió bajo las marcas Aymesa, Chevrolet, GMC, Opel y Grumett. Fue fabricado en Argentina, Brasil, Estados Unidos y ensamblado en Chile, Ecuador, Colombia, Uruguay y Venezuela. 
Estos vehículos caracterizados por tener un bajo costo y su alta variedad de modelos se han convertido en uno de los automóviles más vendidos y comunes del mundo, y aún siguen siendo muy comunes en países como Argentina, Brasil, Ecuador, Uruguay Venezuela y Paraguay

## Chevrolet Chevette (Brasil)
El Chevette brasileño (nombre del proyecto código 909 por General Motors do Brasil), en gran parte al comienzo en 1973 fue una versión idéntica al Opel Kadett C sedán dos puertas, un sedán cuatro puertas lo acompañó en 1978 y posteriormente un hatchback tres puertas llamado Chevette Hatch y similar al Kadett City, un familiar tres puertas bajo el nombre de Marajó, así como una camioneta pickup Chevy 500. Donde esté disponible, la camioneta utilizó el nombre de Chevette fuera de Brasil.
El Chevette fue propulsado por motores de gasolina de cuatro cilindros de 1.0, 1.4 y 1.6 litros, el último con carburador simple o en la versión modelo S con carburador doble. Los motores también estaban parcialmente disponibles en versiones para el funcionamiento del alcohol.
Las Chevettes brasileños se sometieron a una serie de cambios ligeros en 1978 y 1983, y uno importante en 1987, lo que significó nuevos faros, interior, paragolpes y rejillas entre otros. 
- Chevette Serie I (1973-1978)
- Chevette Serie II (1979-1982)
- Chevette Serie III (1982-1987)
- Chevette Serie IV (1987-1993)

### Características mecánicas
Siempre mantuvo el motor OHC W18 de 1398 cm³ que alcanzaba los 158 km/h se le hizo el cambio de la caja de cambios inicial del modelo 1.4; de 4 cambios, por una de 5 marchas, con sobre marcha al igual que la versión 1.6. En 1987 se modificó la carrocería por un diseño más moderno, así como se hicieron retoques en las correas de repartición y en el encendido, haciéndolo más rápido, y en el filtro de aire; haciendo este más ligero y eficiente. 
La dirección era de piñón y cremallera, con neumáticos tamaño 165 SR13 que poseían un vistoso anillo cromado sobre las llantas como equipo estándar. La alimentación era por bomba mecánica y carburador simple vertical con filtro de aire seco de papel.
El espacio interior, proporcional al tamaño del auto de más de 4 metros, era amplio y en el podían viajar 5 personas cómodamente. El asiento posterior dejaba un buen espacio para las piernas. El tapiz interior estaba confeccionado en tonos negros y café a elección, incluyendo piso y panel frontal, y techo en vinilo claro.
El baúl resaltaba por la gran capacidad y especialmente por su profundidad (313 dm³). Aun cuando una parte estaba ocupada por la rueda de repuesto (la que estaba montada verticalmente en un costado), quedaba una gran zona disponible de carga. El piso estaba cubierto de goma. Buena era la accesibilidad para las operaciones de carga y descarga, gracias a la cola descendente del auto.
El entonces llamado Chevy Chevette era un automóvil que por su elegante personalidad clásica en el diseño, mantenía inalterada su actualidad. Los tres volúmenes tradicionales que se presentaban en correcta proporción y equilibrio, daban al modelo una justa sensación aerodinámica y estilizada.
De todo original resultaba el diseño de la máscara versión ´87 y de los focos delanteros cuadrados, hundidos e inclinados, a los que se añadían líneas envolventes con banda de goma de extremo a extremo y topes protectores de material sintético, como así también molduras laterales que protegían los costados del vehículo y las puertas.
Fue fabricado ininterrumpidamente hasta 1996, siendo el último modelo el DL, aparte; en su vida como vehículo de la marca Chevrolet vio reestetizada su apariencia, con cambios en las luces traseras así como en su parte delantera, y en su carrocería; tanto en su capó y baúl, así como también se cambiaron las llantas de un diseño de carácter futurista, por otras muy retro y con tapacubos en algunos casos.

### Especificaciones por mercado
El primer modelo de la plataforma «T» fue lanzado en Brasil bajo el nombre de Chevette en 1974 con carrocería sedán de dos puertas. La línea brasileña del Chevette incluyó una carrocería hatchback de tres puertas, una familiar de tres puertas (conocida como Marajó) y una pickup comercializada como Chevy 500 que fue producida hasta 1994.
Durante su fabricación, se equipó con tres versiones de motores originales:
- 1.4 litros – Conocido como el modelo inicial; Se fabricaron principalmente en Brasil, se ensamblaron en Colombia, Ecuador y Uruguay. También se comercializaba en otros países del sur de América como Argentina, Chile y Paraguay . (Esta versión en Colombia circuló en el segmento particular)

- 1.6 litros – Modelo que mecánicamente era diferente y una evolución del anterior, tenía dos tipos de cajas mecánicas e incluía la opción de una caja automática. Se fabricaron principalmente en Brasil, y se ensamblaban en Colombia, Ecuador, Uruguay y Venezuela. (Esta versión en Colombia circuló en el servicio público, como taxi).

- 1.8 litros diesel – Disponible cumpliendo los requisitos específicos del mercado de los Estados Unidos y en Uruguay vino entre 1981 y 1988.

En septiembre de 2018, desde Chile se emprendió un viaje que pretende dar la vuelta al mundo en 1400 días (haciendo alusión a su cilindrada), de un Chevette Hatch '81, al mando de su piloto, Simón Arriagada Munita, quien documenta la historia con el nombre de "Chevette Munita". La hazaña se completaría en julio de 2022.

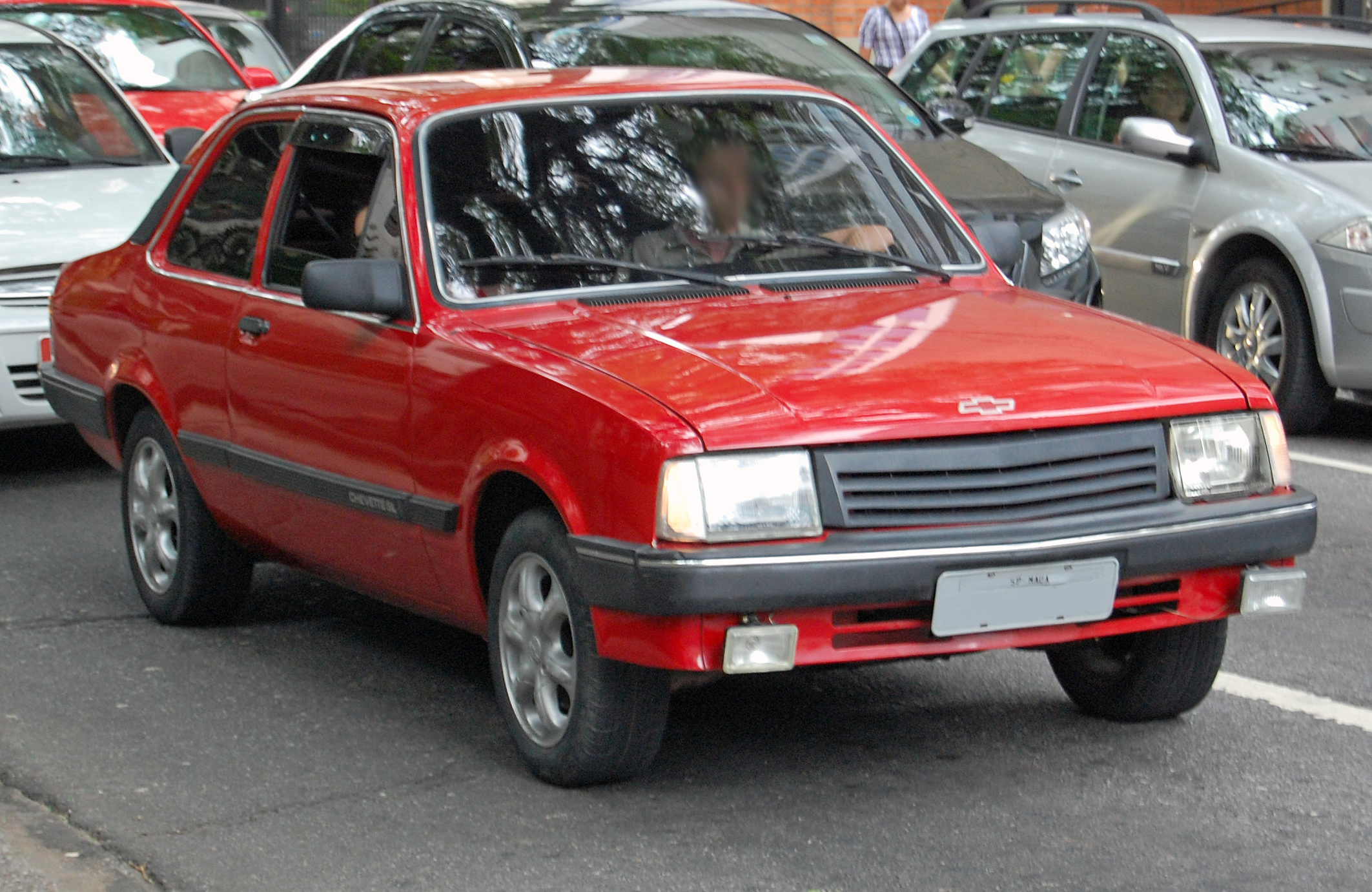
Chevette sedán dos puertas "Junior" (1992)
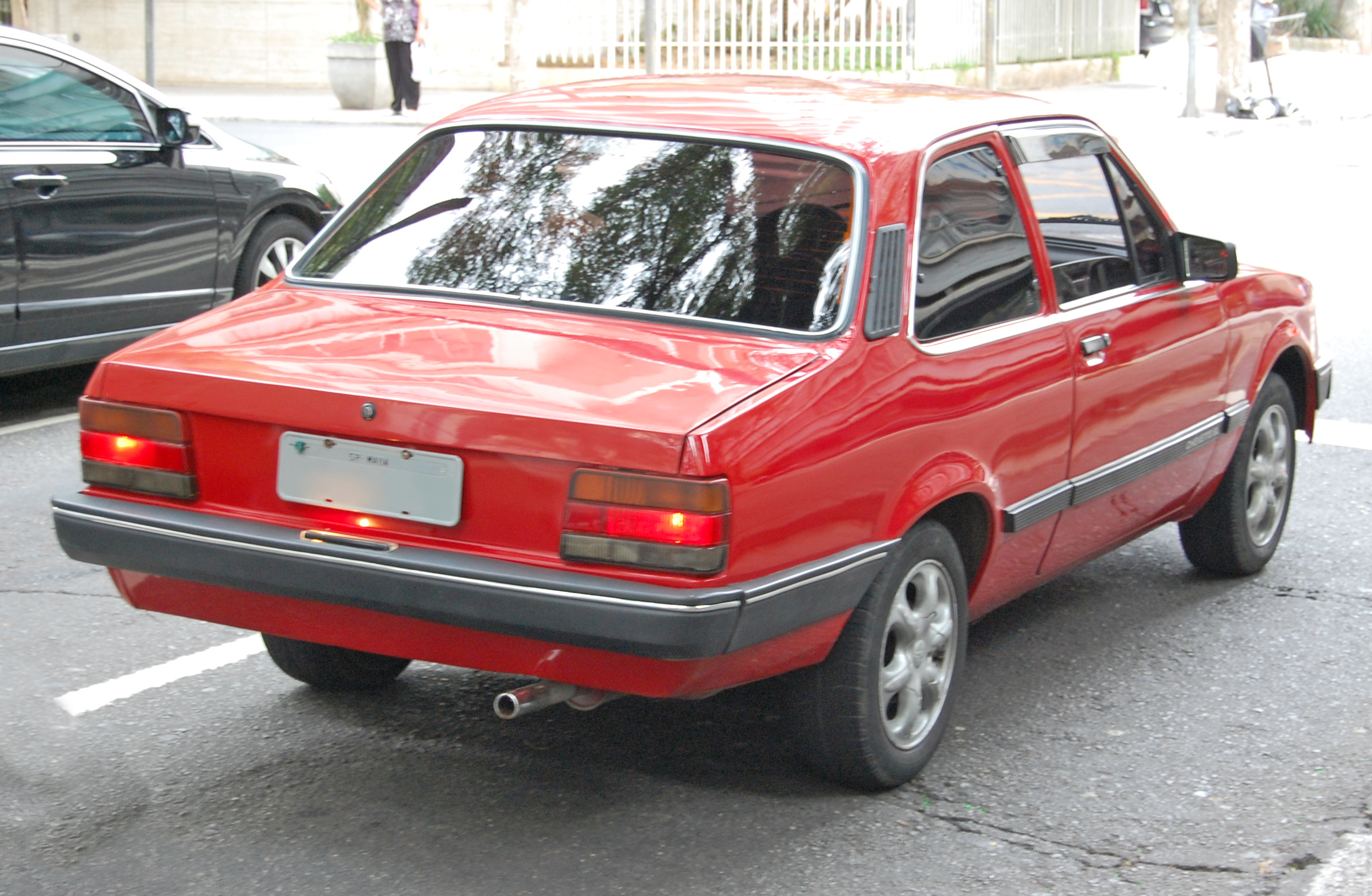
Chevette Junior
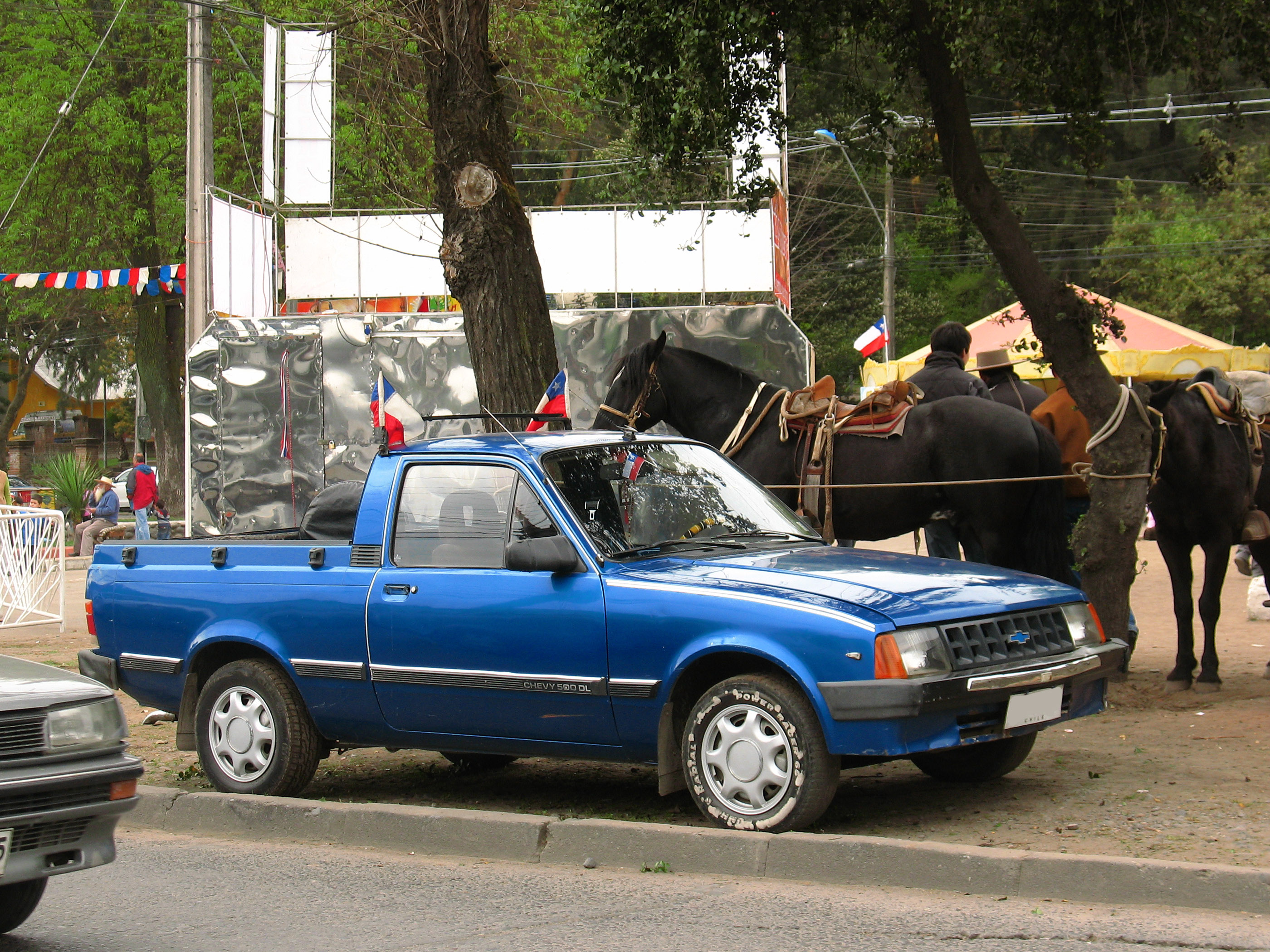
Chevy 500 pickup (1993)

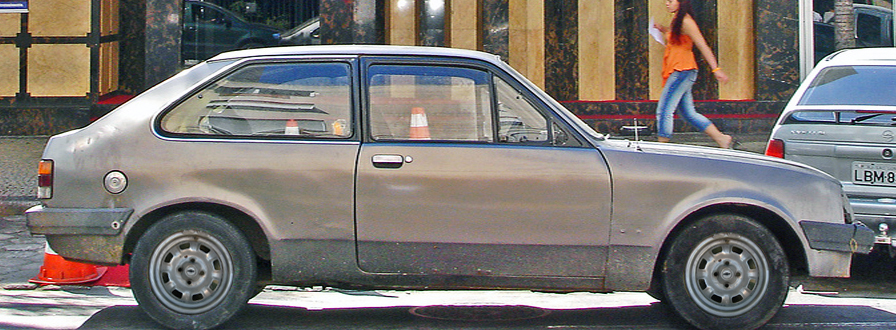
Chevette hatchback

## Chevrolet Chevette (Estados Unidos)
El Chevrolet Chevette estadounidense se lanzó el 16 de septiembre de 1975, fabricado y comercializado por Chevrolet para los años modelo 1976-1987 en estilos de carrocería de tres puertas y cinco puertas hatchback. Presentado en septiembre de 1975, el Chevette reemplazó al Vega como el subcompacto básico de Chevrolet, y vendió 2,8 millones de unidades en 12 años. El Chevette fue el auto pequeño más vendido en los Estados Unidos para los años modelo 1979 y 1980.

### Desarrollo
La versión norteamericana del Chevette se lanzó oficialmente el 16 de septiembre de 1975, se basó en la plataforma «T» de General Motors y, por lo tanto, estaba relacionado con el Opel Kadett C y el Chevette brasileño.
El Chevrolet Chevette también se vendió en los primeros años como Pontiac Acadian en Canadá y era una importación construida en los Estados Unidos en la misma línea que el Chevrolet Chevette.
El Chevette, además del modelo básico, hubo un modelo de nivel de entrada reducido llamado Scooter, que prescinde del asiento del asiento trasero, alfombras y cromados, pero por USD$ 2899 es el automóvil más barato del mercado de los EE. UU.; Además, las líneas con mejor equipamiento Sport, Rallye y Woody (con decoración de lámina de madera lateral) son introducidos. Estaban propulsado por un motor de 1.4 litros de cuatro cilindros de 52 Hp (39 kW) y un 1600 cc de 60 Hp (45 kW), (posteriormente 53 a 70 caballos de fuerza (40 a 52 kW)), junto con una caja de cambios de cuatro velocidades (automática de tres velocidades y de cambios de cinco velocidades bajo pedido). La característica distintiva de los primeros Chevette (hasta e incluyendo el año modelo 1978) son los faros empotrados la parte delantera de los guardabarros, la parrilla dividida y la parte posterior debajo de la ventana trasera fuertemente redondeada, y aparte de las puertas delanteras y el parabrisas, cambiando totalmente su carrocería. El Chevette hatchback cinco puertas contaba con una distancia entre ejes de 3 pulgadas adicionales con un largo correspondiente para mayor espacio para los pasajeros en la parte posterior del habitáculo.
En 1982 alrededor del 20% de las ventas proviene del motor diésel de cuatro cilindros y 1.8 litros de 51 Hp (38 kW) de Isuzu que produce un consumo estándar: 5,9 l /100 km en la ciudad, 4,3 l en la autopista. Bajo pedido, una caja de cambios de cinco velocidades del motor de gasolina está disponible. Por primera vez, el Scooter también tiene cinco puertas.
En 1986 se descontinua el modelo diésel y en el verano de 1987 el Chevette es remplazado por el Chevrolet Sprint.

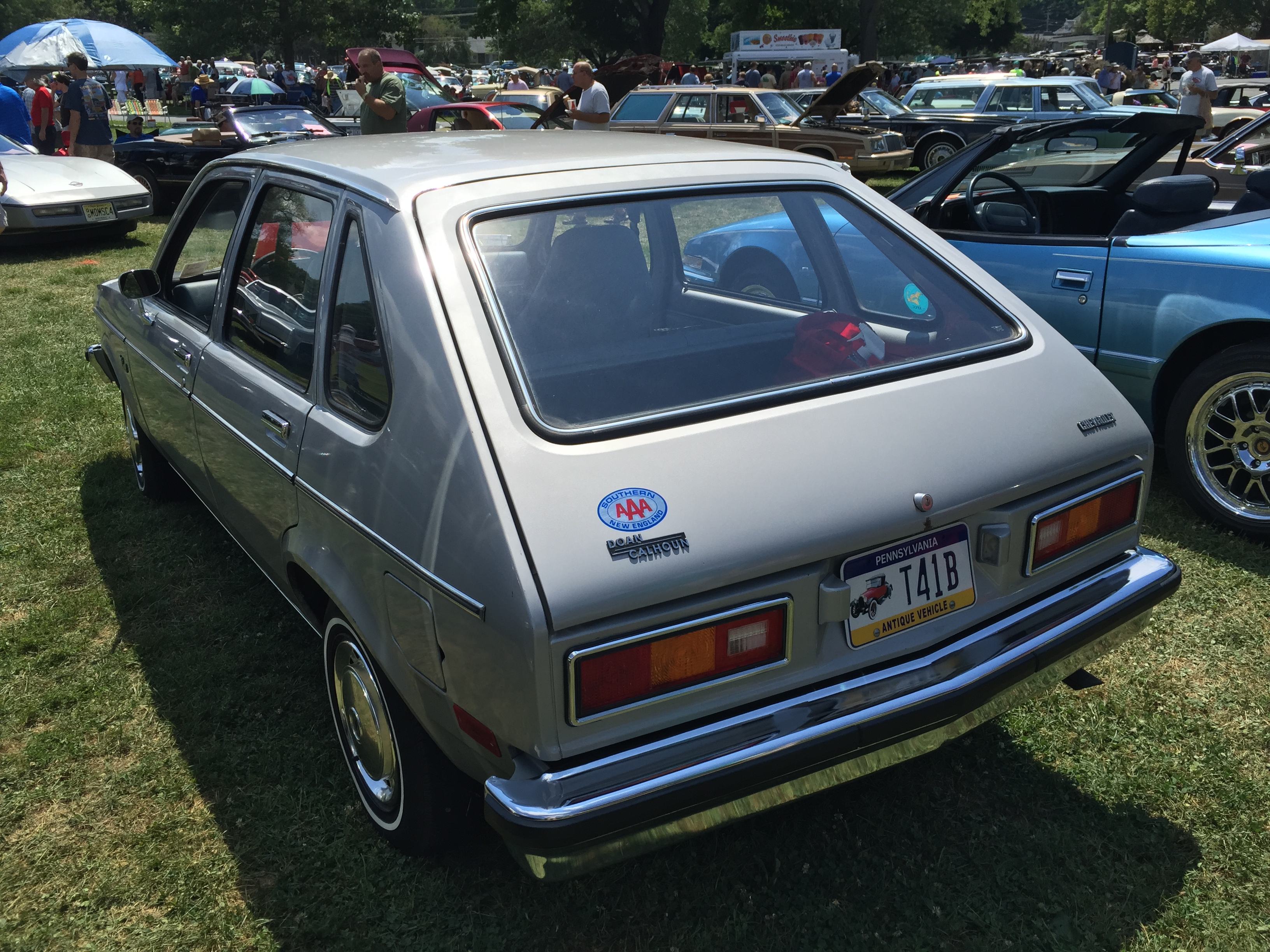
Chevette hatchback cinco puertas (1978)
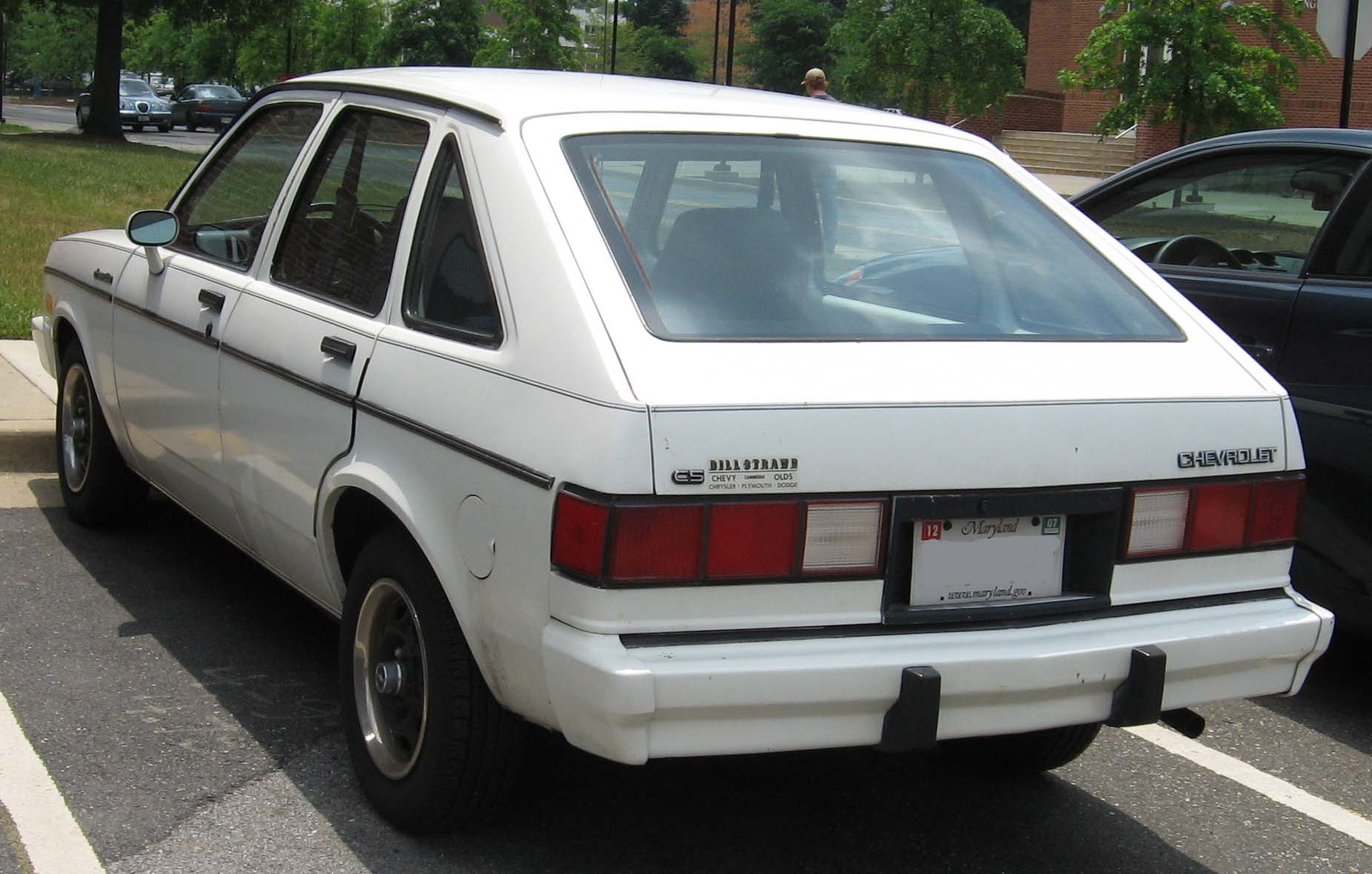
Chevette hatchback cinco puertas (1983)
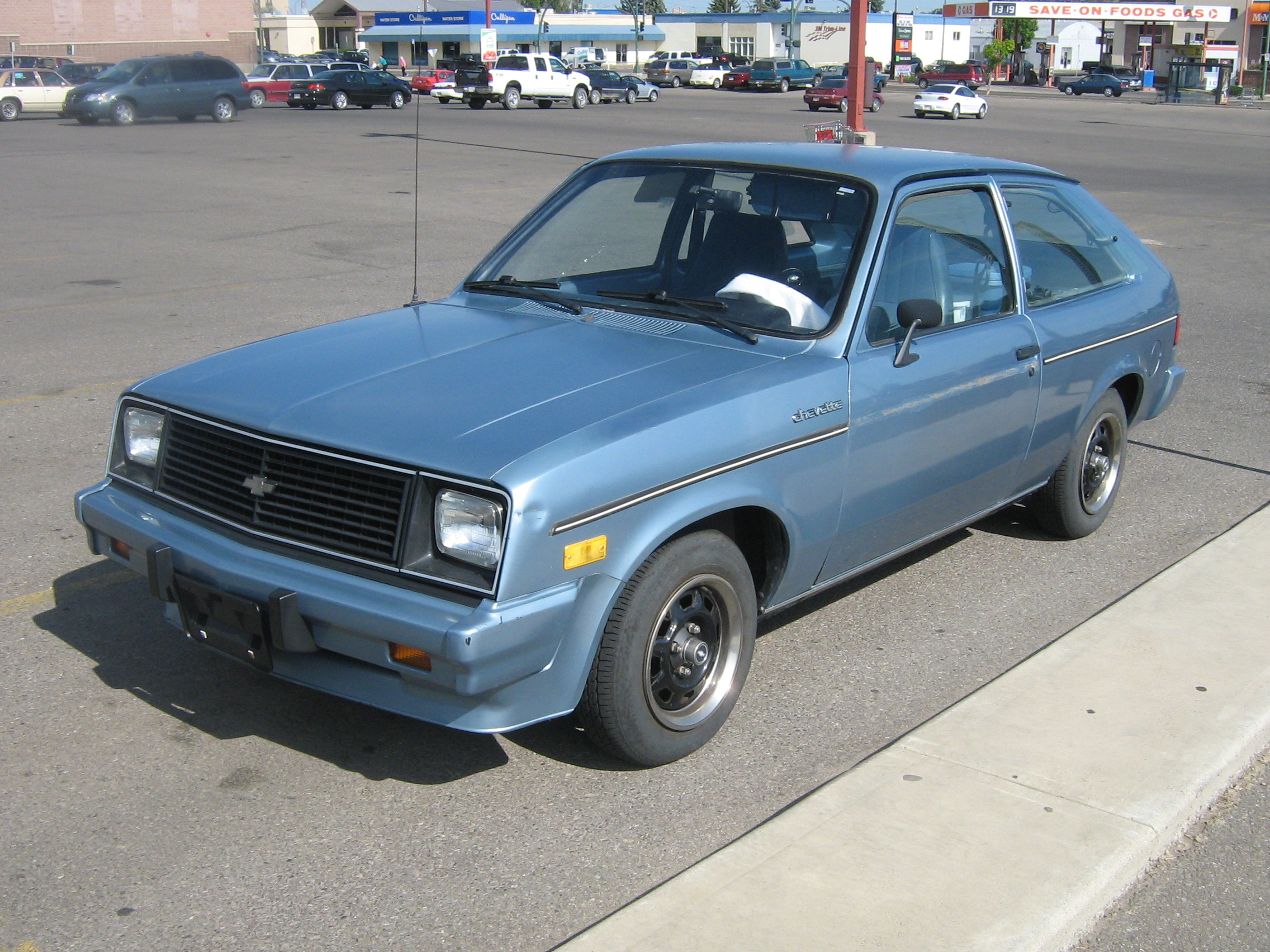
Chevette hatchback tres puertas (1983)

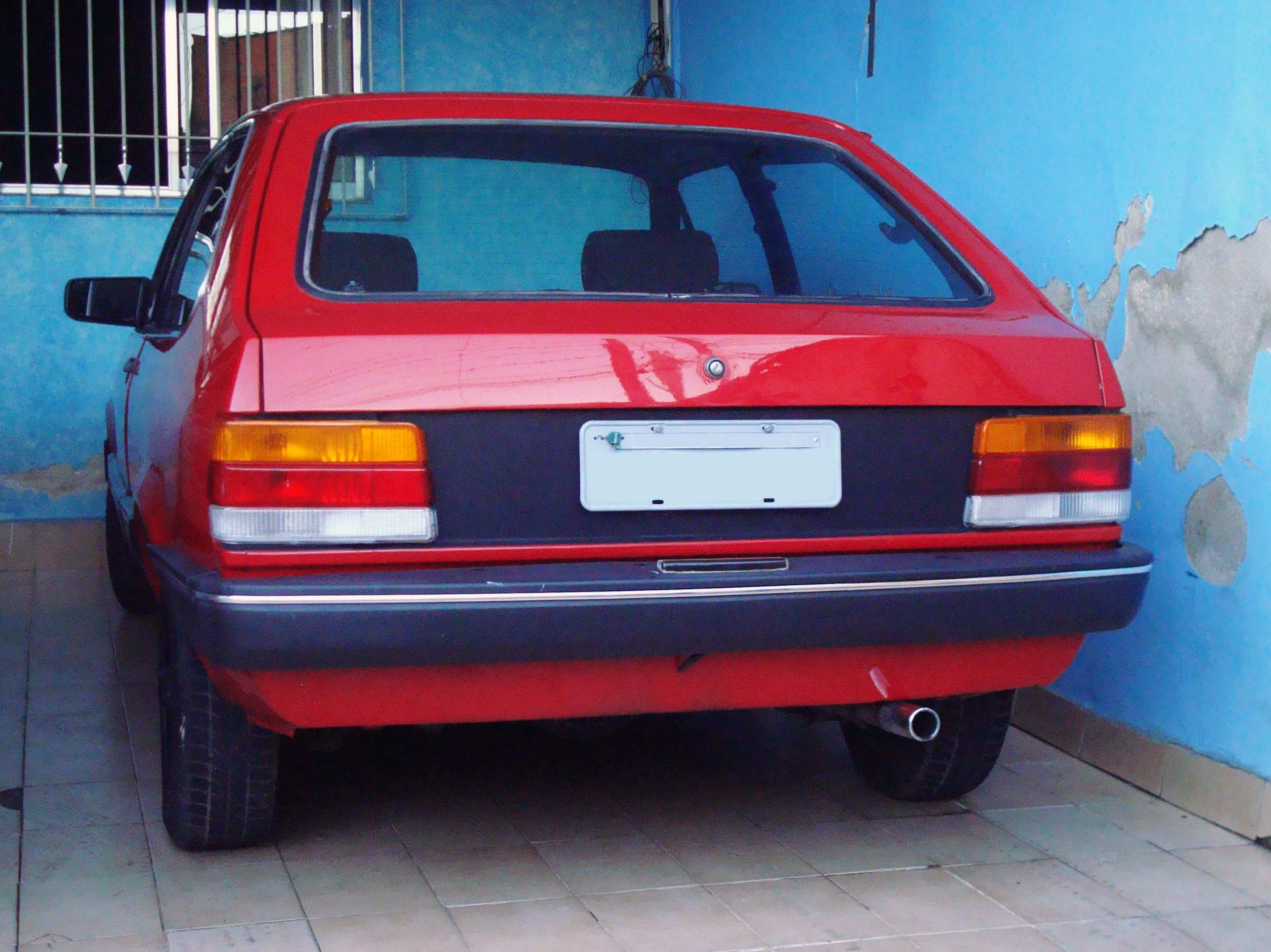
Chevette hatchback Brasileño